# 2011年夏季世界大学生运动会澳大利亚代表团

澳大利亚代表团旗帜

2011年夏季世界大学生运动会澳大利亚代表团人数一共有156人。

## 奖牌榜
| 名次 | 代表团   | 金牌 | 银牌 | 铜牌 | 总数 |
| ---- | -------- | ---- | ---- | ---- | ---- |
| 14   | 澳大利亚 | 5    | 3    | 8    | 16   |

## 奖牌获得者

### 金牌
1. 女子4×100米自由泳接力
2. 男子鞍马：塞拉泽瑞
3. 男子400米自由泳：麦基翁-戴维
4. 跆拳道-男子54-58公斤级：薩夫萬·哈里爾
5. 男子800米：拉克兰-伦肖

### 银牌
1. 女子50米蝶泳：居尔雷
2. 女子飞碟多向75靶个人赛：凯瑟琳

### 铜牌
1. 女子50米蝶泳：米尔斯
2. 男子4×200米自由泳接力
3. 女子100米蝶泳：米尔斯
4. 男子400米：肖恩-沃尔
5. 女子50米仰泳：格雷斯-洛
6. 女子50米自由泳：格特-坎贝尔
7. 女子篮球
8. 跆拳道-女子62公斤级：卡尔曼